# Complexe anti-navire Metel
Pour les articles homonymes, voir Metel.
Le complexe antinavire Metel (en russe : « противолодочный комплекс Метель », « Метель » signifiant « tempête de neige »), désigné par l'OTAN SS-N-14 « Silex », est une famille de missiles et de charges militaires soviétiques à usage anti-sous-marin. Il en existe différentes versions, Metel pour les croiseurs et les frégates, et une version plus récente dotée d'une charge creuse, le Rastrub, qui peut être utilisée contre les navires et les sous-marins.

## Développement
Au début des années 1960, l'Union soviétique employa les lanceurs de roquettes anti-sous-marines RBU-6000 et RBU-1000, qui fonctionnaient selon un principe similaire aux Hérissons que la Royal Navy utilisait depuis ses navires pendant la Seconde Guerre mondiale, en projetant de petites charges de profondeur jusqu'à une distance de 5 800 m. Toutefois, ces systèmes impliquaient inévitablement que le navire attaquant demeurait toujours à portée des torpilles ou des missiles du sous-marin visé, et les charges sous-marines étaient bien moins précises qu'une torpille équipée d'un système de guidage.
En 1963, les États-Unis commencèrent à utiliser l'ASROC, un missile qui volait jusqu'à la position estimée de sa cible immergée et qui larguait ensuite une torpille dans l'eau pour aller la détruire. Le système Metel, fut la réponse soviétique à ce programme. En 1993, une version améliorée, désignée YP-85 et disposant d'une portée de 250 km fut proposée à l'exportation.
Le missile est en service opérationnel depuis 1968 mais n'est plus fabriqué. Il a été depuis remplacé par le RPK-2 Viyuga (OTAN : SS-N-15 « Starfish »).

## Caractéristiques
Le missile est basé sur le P-120 Malakhit (OTAN : SS-N-9 « Siren »). Le missile lui-même est téléguidé et est propulsé par un moteur-fusée à propergol solide. Il transporte une torpille ou une charge de profondeur. Les dernières versions Rastrub étaient plus « universelles » et emportaient une torpille plus petite mais dotée d'une charge creuse de 185 kg, afin de pouvoir détruire les navires. Ils étaient employés en parallèle avec les versions anti-sous-marines du missile.
L'ensemble est constitué d'un porteur, en l'espèce du missile, et de sa charge utile, qui est la torpille ou la charge de profondeur à amener sur les lieux de l'engagement. Le missile, désigné 85RU a un diamètre de 85 cm et est propulsé par une fusée à carburant solide 85-RSD. Son fuselage en acier est cylindrique, avec une pointe qui se termine en ogive et des ailes en delta à mi-hauteur, en position arrière, surmontées d'une dérive verticale. Afin de pouvoir être suffisamment compact pour pouvoir être emporté dans les conteneurs des navires, les ailes et la dérive sont repliables. Ces conteneurs, désignés CT-106 sont regroupés par quatre et sont disposés horizontalement, ce qui diminue les manœuvres à effectuer pour le tir des missiles.
Le missile est téléguidé et vole vers la zone approximative de la cible à une altitude de 400 m, en suivant les indications de son pilote automatique et des signaux radio émis par le bâtiment lanceur. Une fois arrivé sur place, dans un rayon de moins de 1 500 m autour de la cible,, il reçoit une commande de largage afin de lâcher sa torpille, qui procédera ensuite à la recherche et à l'attaque du sous-marin cible, jusqu'à une profondeur de 500 m,. En mode antinavire, le missile vole bien plus bas, à une altitude de seulement 15 m.

## Carrière opérationnelle
La version URPK-3 entra en service en 1969 sur les croiseurs Kresta II et Kara. L'URPK-4 apparut en 1973 et la version antinavire URPK-5 Rastrub en 1976, après une décision prise le 4 mai,. L'URPK-4 a été utilisé sur les frégates de la classe Burevestnik et la première série de destroyers de la classe Oudaloï. La série Oudaloï II embarque le Starfish. Le système fut également installé sur le croiseur Amiral Ouchakov (ex-Kirov) mais pas sur ses navires-jumeaux.
Les bâtiments Kresta II ont depuis été retirés du service, de même qu'il ne reste que deux Kara. La plupart des Burevestnik et la moitié des Oudaloï ont également été mis à la retraite. Seul le Kirov semble avoir été modernisé avec les missiles RPK-6 Vodopad / RPK-7 Veter (OTAN : SS-N-16 « Stallion »). En 2006, on estime à 100 missiles le nombre de ces systèmes encore en service dans la marine russe.

## Versions
- 60R : version initiale, armée d'une charge de profondeur à ogive nucléaire de 5 kT.
- 70R : version initiale, armée d'une torpille AT-2U.
- 83R / URPK-3 Metel : version de croisière du missile, employant le système de guidage du M-11 Shtorm et le lanceur CT-106. Emploie une torpille AT-1 (EA-45-70A).
- 84R / URPK-4 Metel-U : lanceur CT-106U, utilisé sur les destroyers de classe Udaloy. Entré en service en 1973. Emploie la torpille AT-2 (version AT-2UM) (E53-72), qui peut emporter une charge conventionnelle HE de 100 kg ou probablement une charge nucléaire de 5 kT.
- 85RU / URPK-5 Rastrub : lanceur CT-100U. Entré en service en 1975. Emploie une torpille AT-2 (version APR-2E ?) (E53-72) ou UGMT-1 (E45-75A) et une charge antinavire additionnelle de 185 kg.
- 85RUS : version à ogive nucléaire du missile URPK-5.
- YP-85 : version à longue portée proposée à l'exportation.

## Utilisateurs

### Ancien
- Union soviétique

### Actuel
- Russie

## Galerie photo

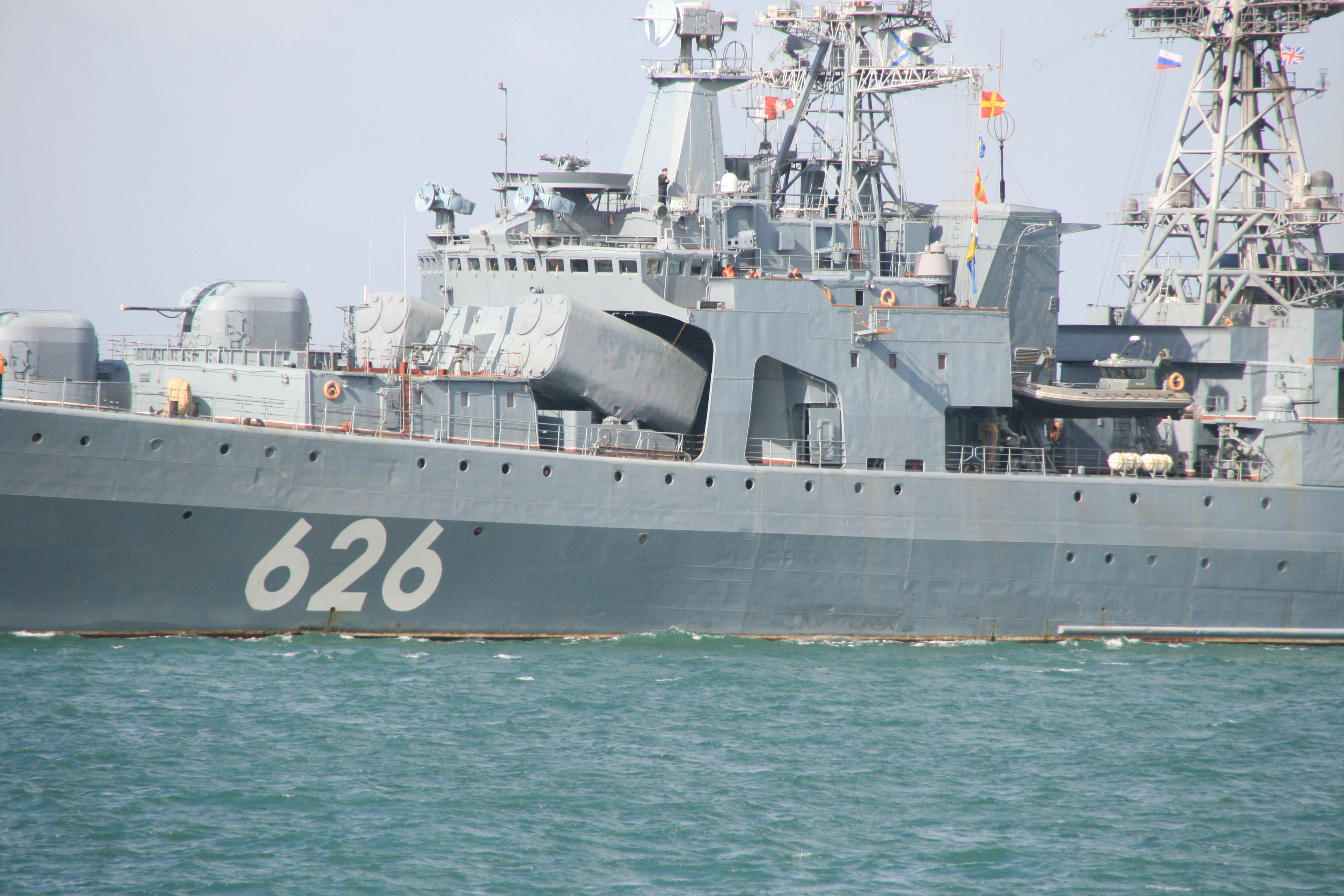
Missiles SS-N-14 Silex à bord du navire de classe Udaloy Vice Amiral Kulakov, au départ de la base navale de Portsmouth, Royaume-Uni, au mois d'août 2012.
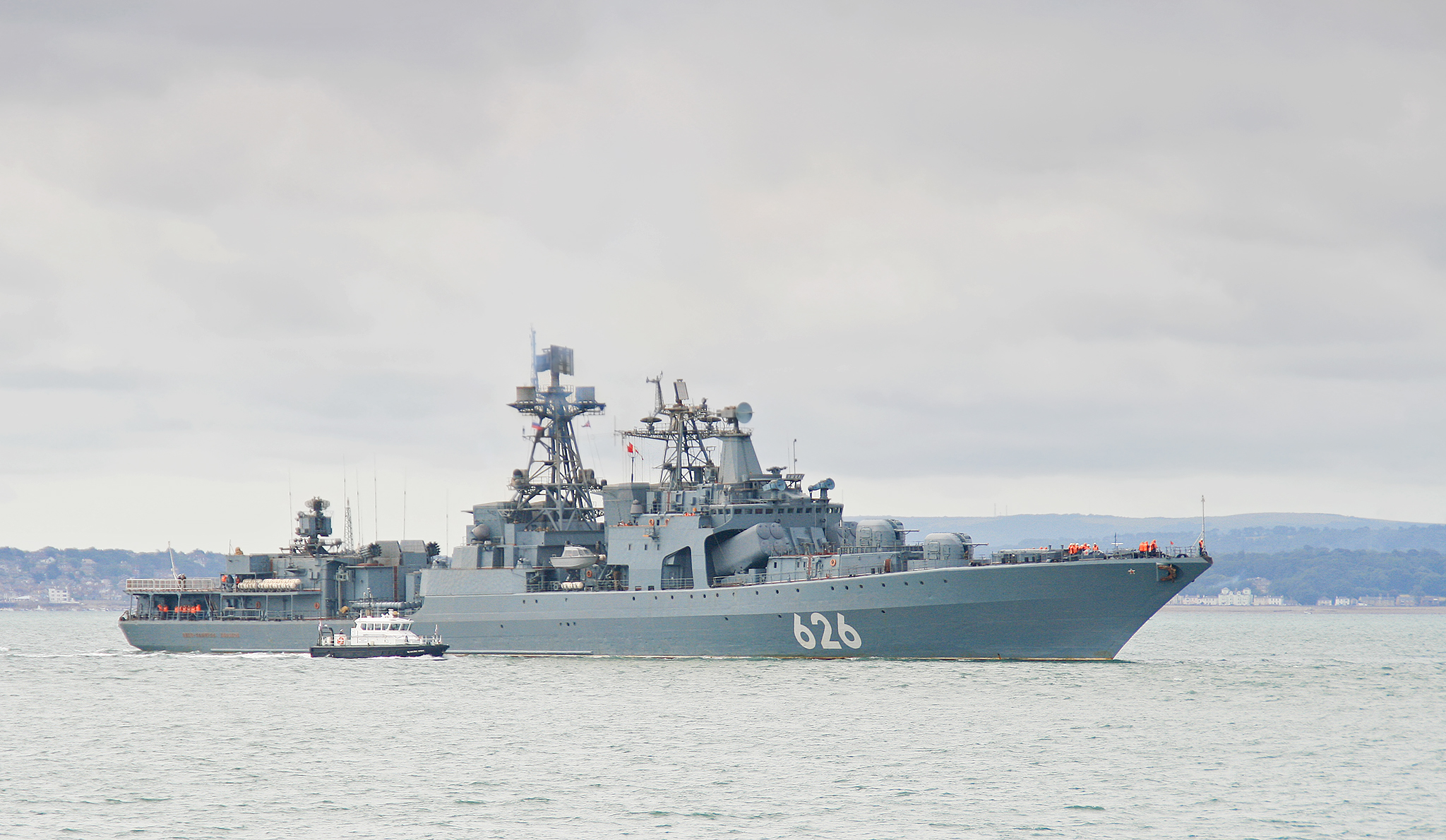
Lanceurs de missiles SS-N-14 Silex à bord du navire de classe Udaloy Vice Amiral Kulakov, arrivant à la base navale de Portsmouth, Royaume-Uni, au mois d'août 2012.